# Сиэтл (вождь)
Сиэтл, или Сиатль (на языке лушуцид: siʔaɬ — Си’атль, где «тль» — особый боковой звук; около 1786 — 7 июня 1866), варианты написания имени на английском языке: Seathle, Seathl или See-ahth — вождь индейских племён суквомиши и дувомиши, проживающих на территории современного штата Вашингтон. Завоевал авторитет как среди соплеменников, так и среди белых, последовательно отстаивая политику мирного сосуществования с белыми поселенцами, завязал личную дружбу с доктором Дэвидом С. Мэйнардом — влиятельным общественным деятелем и защитником прав индейцев, который основал город Сиэтл, названный в честь вождя.

## Биография
Сиатль родился около 1786 г. близ современного города Блейк-Айленд в штате Вашингтон. Его отец был предводителем племени суквомишей, а мать — Вуд-шо-лит-са из племени дувомишей.
В поздние годы Сиатль утверждал, что лично видел корабли экспедиции Дж. Ванкувера, который исследовал залив Пьюджет-Саунд.
Уже в молодости Сиатль приобрёл репутацию лидера и хорошего воина, устроив засады и разгромив группы захватчиков из района Зелёной реки, а также возглавив нападение на племена чемакум и с'клаллам на полуострове Олимпик. Как и многие его современники, он владел рабами, которых он захватил в ходе набегов. Среди жителей побережья залива Пьюджет-Саунд он выделялся высоким ростом (почти 1 м 80 см) и широким телосложением, за что получил прозвище Le Gros (франц. «большой»). Он также был известен как искусный оратор; когда он говорил, его голос был слышен на далёком расстоянии.
Его первая жена Ла-Далия умерла, родив дочь. Вторая жена, Олахл, родила ему трёх сыновей и четырёх дочерей. Наибольшую известность из его детей получила его первая дочь Кикисоблу, известная также как принцесса Анджелина. Сиатль был крещён в католической церкви примерно в 1848 г. и получил в крещении имя Ноа в честь пророка Ноя. При этом он сохранял, по-видимому, веру в силу старых индейских богов, которые упоминаются в его знаменитой речи (см. ниже).
Несмотря на свои способности, Сиатль постепенно уступал влияние вождю Патканиму из племени снохомиш, однако ему помогло усиление влияния белых поселенцев. Когда те изгнали его соплеменников из традиционных мест проживания, Сиатль встретился в Олимпии с доктором Мэйнардом, их знакомство переросло в дружбу. Мэйнард убедил поселенцев городка Дуомпс (Duwamps) переименовать его в Сиэтл в честь вождя, чем завоевал поддержку соплеменников вождя; это помогло ему провести переговоры о мирных отношениях с соседними племенами.
По требованию Сиатля его соплеменники не участвовали в Битве при Сиэтле 1856 г.. После этого он отказался переселить своё племя в созданную для него резервацию, поскольку считал, что смешение племён дувомишей и снохомишей, традиционно враждовавших друг с другом, приведёт к кровопролитию. Мэйнард провёл переговоры с правительством и убедил его в необходимости уступок Сиатлю.
Сиатль часто посещал город, названный в его честь, где его сфотографировал в 1865 г. фотограф Э. М. Сэммис. Он умер 7 июня 1866 в суквомишской резервации в Порт-Мэдисон, штат Вашингтон.
Старшая дочь Сиатля, известная под прозвищем принцесса Анджелина, отказалась переселиться в резервацию. Её хижина стояла на пересечении двух крупных улиц Сиэтла, где она торговала изделиями ручной работы. Она умерла в глубокой старости.

## Споры о речи Сиэтла
Существуют противоречивые сведения о знаменитой речи Сиатля, в которой он призывал уступить индейские земли белым.
Даже дата и место произнесения речи являются предметом споров, однако наиболее распространённая версия гласит, что 11 марта 1854 г. Сиатль произнёс речь на большом собрании на открытом воздухе в Сиэтле. Собрание созвал губернатор Айзек Инголс Стивенс для обсуждения вопроса о передаче или продаже индейских земель белым поселенцам. Доктор Мэйнард представил Стивенса, который затем вкратце объяснил свою миссию, которую уже хорошо понимали все присутствующие.
Затем слово дали Сиатлю. Он возложил свою руку на голову намного более низкого по росту Стивенса и говорил долгое время с большим достоинством. Точное содержание его речи неизвестно, тем более, что он говорил на языке лушуцид, кто-то переводил его речь на чинукский жаргон, и ещё один человек — с чинукского на английский.
Несколько лет спустя д-р Генри Смит записал на английском языке речь на основании своих заметок. Это был текст, пересыпанный цветистыми выражениями, в которых Сиатль якобы поблагодарил белых поселенцев за их щедрость, затем потребовал заключения договора, который бы гарантировал доступ индейцев к местам захоронения предков, и затем говорил о контрасте между богом белых людей и собственными богами. Смит отмечал, что он записал «всего лишь фрагмент его речи». Современные исследователи ставят под сомнение «перевод» Смита.
Речь Сиатля, благодаря многочисленным пересказам и не сохранившемуся фильму, созданному для баптистской Христианской комиссии радио и телевидения, получила широкое распространение в американской массовой культуре и обросла при этом фантастическими подробностями. При этом спорным является как содержание речи, так и существование письма, которое якобы было записано со слов Сиатля и отправлено президенту Франклину Пирсу, но так и не обнаруженное в архивах.

## Наследие
- Могила Сиатля находится на Племенном кладбище суквомишей[8].
- В 1890 г. группа жителей Сиэтла во главе с Артуром Армстронгом Денни соорудила на его могиле памятник с надписью «Сиэтл, вождь суквомпов (то есть суквомишей) и союзных племён, умер 7 июня 1866 г. Надёжный друг белых, в честь которого город Сиэтл был назван его основателями». На обороте надпись гласит: «В крещении — Ноа Сиатль, умер в возрасте около 80 лет»[1]. Могила была восстановлена, в 1976 г. добавлена (новая?) скульптура.
- Племя суквомишей почитает Сиэтла, отмечая каждую третью неделю в августе Дни вождя Сиэтла.
- В честь Сиатля назван не только город Сиэтл, но и множество мест и учреждений.
- Бомбардировщик B-17E «летающая крепость» под названием «Вождь Сиэтл» был построен на средства облигаций, приобретённых жителями Сиэтла. Участвовал в обороне Порт-Морсби, погиб вместе с экипажем 14 августа 1942 года[9][10].